# Platysenta leucostrota
Platysenta leucostrota là một loài bướm đêm trong họ Noctuidae.